# Gary Schocker
Gary Schocker (* 18. Oktober 1959) ist ein US-amerikanischer Flötist und Komponist.
Schocker debütierte fünfzehnjährig als Flötensolist mit dem New York Philharmonic Orchestra und dem Philadelphia Orchestra. Er unternahm Konzertreisen durch Australien, Neuseeland, Kolumbien, Panama, Taiwan, Deutschland, Frankreich, Kanada und Japan und trat häufig im Duo mit dem Gitarristen Jason Vieaux auf. Zu den Musikern, mit denen er zusammenarbeitete, gehören Pinchas Zuckerman, Michael Tilson Thomas, Earl Wild, Jessye Norman, Julius Baker, James Levine, James Galway, Bruno Canino, Oscar Shumsky, Eduardo Fernández und  Jean-Philippe Collard.
Neben Stücken für Flöte und anderer Kammermusik finden sich unter den mehr als 100 Kompositionen Schockers auch Chorwerke, Lieder und mehrere Musicals, darunter Far From the Madding Crowd und The Awakening, die beide Gewinner beim Global Search for New Musicals in Großbritannien wurden. Schocker war zweimal Gewinner des Kompositionswettbewerbs der International Clarinet Association und erhielt mehrfach den Newly Published Music Award der National Flute Association. Für James Galway komponierte er das dreisätzige Flötenkonzert Green Places, das dieser beim Adair Festival in Irland uraufführte. Schocker gibt privaten Flötenunterricht und unterrichtet an der New York University.

## Weblink
- Gary Schockers Homepage